# Líder Paz
Líder Paz Colodro (ur. 2 grudnia 1974 w Mineros) – boliwijski piłkarz występujący na pozycji napastnika.

## Kariera klubowa
Paz jest wychowankiem drużyny CD Guabirá z siedzibą w mieście Montero, w której barwach zadebiutował w Liga de Fútbol Profesional Boliviano w sezonie 1995. W tych samych rozgrywkach wywalczył ze swoim zespołem wicemistrzostwo kraju i szybko został graczem wyjściowej jedenastki. Mimo regularnej gry w pierwszym składzie nie odniósł już z Guabirą żadnych sukcesów. W ekipie tej spędził ogółem sześć sezonów. W 2001 roku przeszedł do The Strongest, zajmując z nim trzecie miejsce w lidze i zostając czołowym strzelcem klubu. W 2002 roku, jako zawodnik Oriente Petrolero, zdobył kolejne wicemistrzostwo Boliwii.
W sezonie 2003 Paz został piłkarzem najbardziej utytułowanego zespołu w ojczyźnie, Club Bolívar, z którym w wiosennych rozgrywkach Apertura osiągnął tytuł wicemistrzowski. W 2004 roku ponownie podpisał umowę z The Strongest, gdzie jako podstawowy piłkarz zdobył mistrzostwo Boliwii w jesiennym sezonie Clausura, za to podczas rozgrywek Adecuación 2005 wywalczył czwarte już wicemistrzostwo. Podobnie jak w Bolívarze, zanotował występy w kilku edycjach Copa Libertadores i Copa Sudamericana, jednak bez większych sukcesów. W 2007 roku, jako gracz Realu Potosí, zdobył pierwsze w historii klubu mistrzostwo kraju. Karierę zakończył właśnie w tej ekipie w wieku 33 lat.

## Kariera reprezentacyjna
W seniorskiej reprezentacji Boliwii Paz zadebiutował za kadencji selekcjonera Héctora Veiry, w 1999 roku. Premierowego gola w kadrze narodowej zdobył 25 kwietnia 2001 w zremisowanym 3:3 spotkaniu z Argentyną w ramach eliminacji do Mistrzostw Świata 2002. W tych samych rozgrywkach wpisał się na listę strzelców jeszcze dwukrotnie – w przegranym 1:5 pojedynku z Paragwajem i wygranej 3:1 konfrontacji z Brazylią, jednak jego drużyna nie zdołała się ostatecznie zakwalifikować na mundial.
W 2001 roku został powołany przez szkoleniowca Carlosa Aragonésa na turniej Copa América, gdzie rozegrał dwa mecze, a Boliwijczycy odpadli już w fazie grupowej. Wystąpił również w trzech spotkaniach wchodzących w skład eliminacji do Mistrzostw Świata 2006, lecz jego kadra ponownie nie zakwalifikowała się na światowy czempionat. Swój bilans reprezentacyjny zamknął na trzech strzelonych bramkach w piętnastu spotkaniach.